# Salmiak rodzimy
Salmiak rodzimy – minerał z gromady halogenków (chlorek amonu). Należy do grupy minerałów  rzadkich, pojawiających się tylko lokalnie. Nazwa pochodzi od łac. Salamoniarum (sól Amona).

## Właściwości
Zazwyczaj tworzy kryształy o pokroju izometrycznym (wielościany), niekiedy wykształca kryształy słupkowe. Występuje w skupieniach zbitych, ziarnistych, rozetowych. Tworzy naloty i naskorupienia. Jest kruchy, przezroczysty, łatwo rozpuszcza się w wodzie (ma słony smak). Podczas prażenia wydziela amoniak (nieprzyjemny, charakterystyczny zapach).

## Występowanie
Składnik ekshalacji wulkanicznych oraz guana. Tworzy się także podczas podziemnych pożarów w kopalniach węgla i na hałdach. Współwystępuje z ałunem i siarką rodzimą.
Miejsca występowania: Włochy – wulkan Wezuwiusz, Etna, Vulcano, Rosja – wulkany Awaczyński, kutnowski, USA – w. Kilauea (Hawaje), Meksyk – w. Paricutiu, Tadżykistan, Niemcy, Czechy, Peru.
W Polsce został stwierdzony w kopalni węgla kamiennego w Siemianowicach i Wałbrzychu (kryształy do 5 mm).